# Crit
|  | Per a altres significats, vegeu «El crit». |

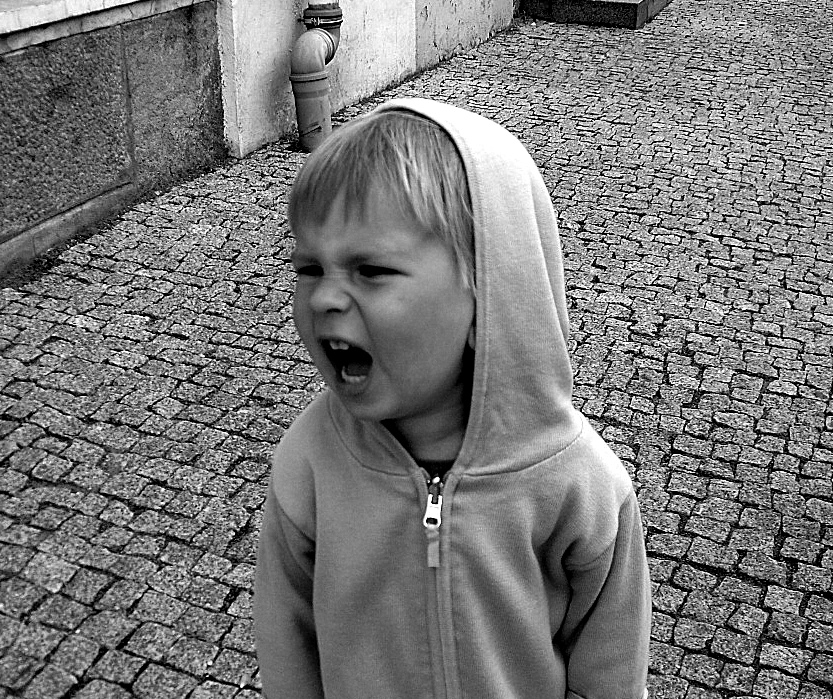
Imatge d'un nen cridant al carrer.

Un crit és un so a volum elevat per l'home o per un animal. Per extensió pot significar el so penetrant d'una cosa inanimada: «el crit de la campana» o simbòlica: «el crit de la terra».
Crit humà
El seu origen en l'evolució seria la possibilitat d'alertar gent propera d'un perill, per això els crits solen ser de curta durada però forta intensitat. La sorpresa, el dolor, l'alegria, la ràbia i la por poden desfermar crits involuntaris. En humans, voluntàriament es crida per ordenar (com per exemple a l'exèrcit), vendre al carrer, advertir d'un perill imminent, transmetre enuig o fer-se comprendre en un ambit amb molta fressa. A les arts s'utilitzen en determinats estils musicals, com el heavy metal. Els crits acostumen a ser més aguts i ràpid que la conversa ordinària. Cridar sovint i durant molt de temps amb mala tècnica vocal pot conduir a una disfonia funcional passatgera o permanent.
Crit animal
El crit és la veu pròpia o el so d'un animal. A diferència de les onomatopeies, no en pretenen imitar el so, només el designa, l'anomena i l'especifica. Així, el crit de la gallina és el cloqueig, el de la granota és el rauc etc.